# 케빈 루돌프
케빈 윈스턴 루돌프(Kevin Winston Rudolf, 1983년 2월 17일 ~ )는 미국의 록 가수이다.